# Pristimantis surdus
Espèce
Synonymes
- Hylodes surdus Boulenger, 1882
- Eleutherodactylus surdus (Boulenger, 1882)
- Eleutherodactylus alberchi Flores, 1988

Statut de conservation UICN

 EN B1ab(iii) : En danger
Pristimantis surdus est une espèce d'amphibiens de la famille des Craugastoridae.

## Répartition
Cette espèce est endémique d'Équateur. Elle se rencontre dans les provinces d'Imbabura et de Pichincha entre 1 550 et 3 190 m d'altitude dans la cordillère Occidentale.

## Description
L'holotype mesure 37 mm.

## Publication originale
- Boulenger, 1882 : Catalogue of the Batrachia Salientia s. Ecaudata in the collection of the British Museum, ed. 2, p. 1-503 (texte intégral).